# Poutine

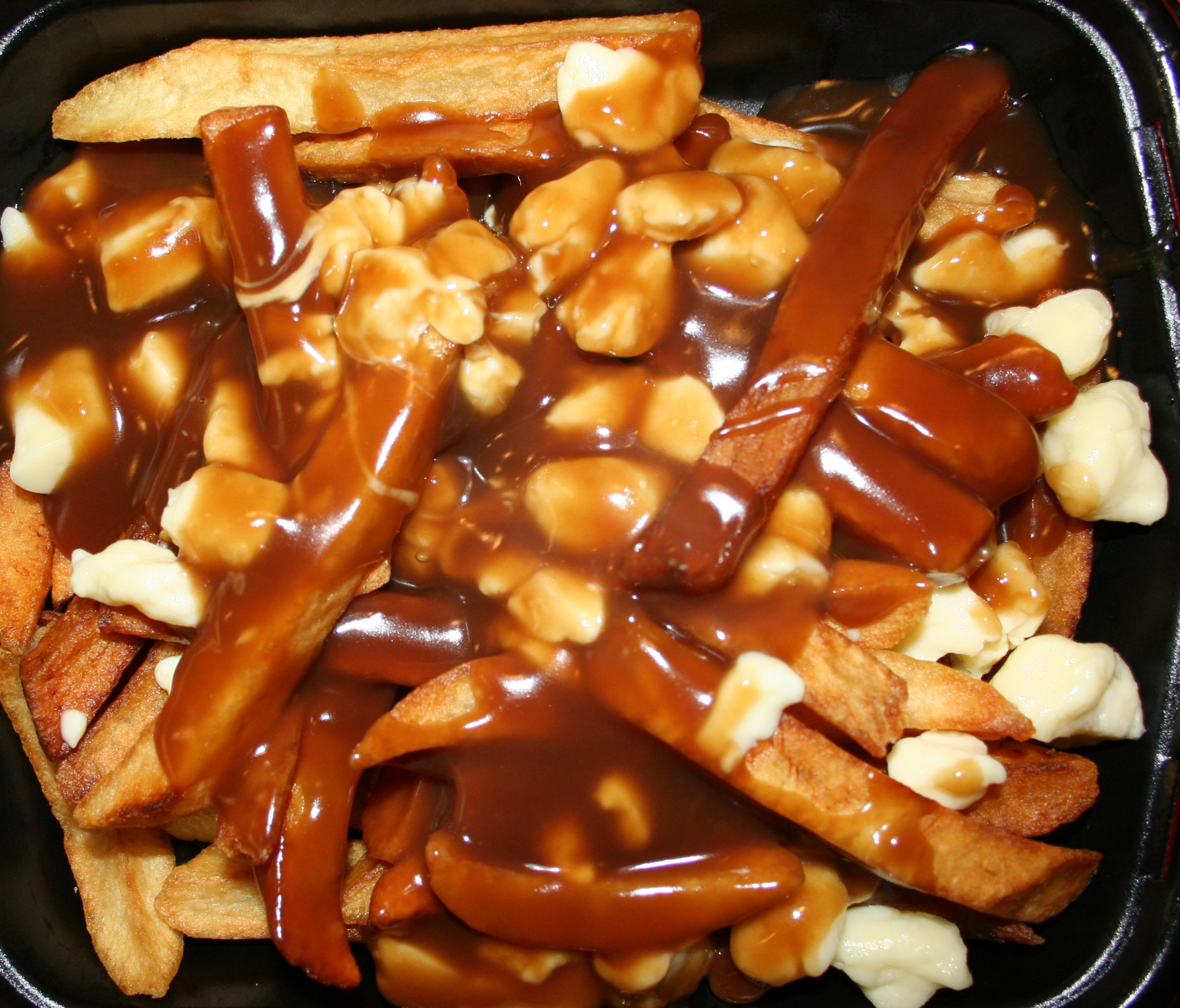
Poutine.

Poutine (québecfranskt uttal [pʊʦɪn]) är en kanadensisk snabbmatsrätt som består av pommes frites toppat med färsk vit ostmassa av cheddartyp samt brunsås. Rätten har blivit en symbol för Québec och Kanada.
Rätten uppstod sent på 1950-talet på den québeciska landsbygden men spreds under 1990-talet över hela Kanada. Rätten serveras såväl på snabbmatsrestauranger som på finare restauranger.
Ordet poutine anses av vissa komma från det engelska ordet "pudding" som i sin tur, i det franskspråkiga Québec, blivit "poutine" – slang för "en röra". Andra teorier finns, bland annat de som menar att ordet kommer från franska ord som "poutitè" (en potatisragu) eller "potin" (paté).